# Tetsuya Kimura (Diplomat)

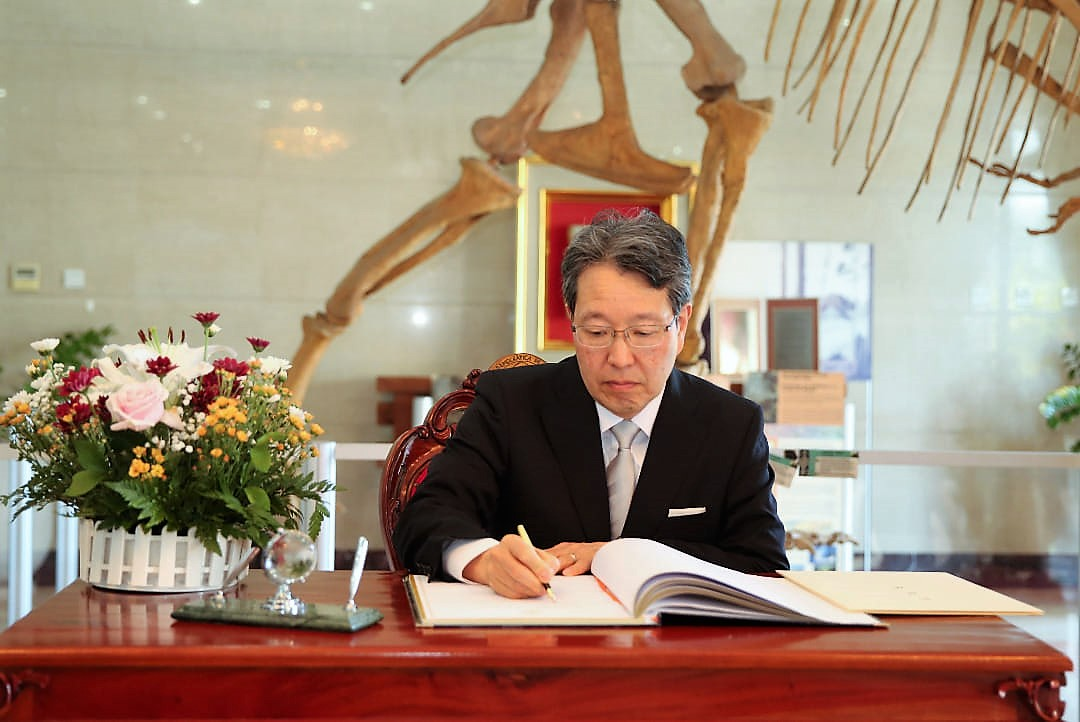
Tetsuya Kimura (2022)

Tetsuya Kimura (japanisch 木村徹也 Kimura Tetsuya; * 10. April 1962) ist ein japanischer Diplomat.

## Werdegang
1986 erhielt Kimura einen Bachelor-Titel der juristischen Fakultät der Universität Tokio.
Nach seinem Eintritt in die Dienste des japanischen Außenministeriums 1986 studierte Kimura von 1987 bis 1989 an der Ludwig-Maximilians-Universität München. Er arbeitete an der japanischen Botschaft in Deutschland, in unteren Positionen der Ständigen Vertretung Japans bei den  Vereinten Nationen, stellvertretender Hauptdirektor der zweiten Westeuropa-Abteilung des Büros für europäische Angelegenheiten, stellvertretender Hauptdirektor der Abteilung Verwaltung der Vereinten Nationen, Abteilung Globale Fragen, erster Sekretär der japanischen Botschaft in Indonesien (2000), erster Sekretär und Botschaftsrat der japanischen Botschaft in Deutschland (2002–2004), Direktor der Abteilung Terrorismusprävention im Büro für konsularische Angelegenheiten (2004–2006), ab 2006 Direktor der Abteilung Menschenrechte und humanitäre Angelegenheiten und als Seniorbeamter bei der Japanischen Sportagentur, so 2016 als Generaldirektor.
Von Oktober 2017 bis 2020 war Kimura japanischer Generalkonsul in München, mit Zuständigkeit für Bayern und Baden-Württemberg. Danach war er von Juni 2020 bis 2022 Botschafter für wirtschaftliche und soziale Angelegenheiten und UN-Management bei der ständigen Vertretung Japans bei den Vereinten Nationen in New York.
Am 5. Dezember 2022 übergab Kimura seine Akkreditierung als  japanischer Botschafter in Osttimor an Staatspräsident José Ramos-Horta.